# Potters Bar Town F.C.
Potters Bar Town FC là một câu lạc bộ bóng đá có trụ sở tại Potters Bar, Hertfordshire, Anh. Đội bóng hiện thi đấu tại Isthmian League Premier Division.

## Danh hiệu
- Spartan South Midlands League
  - Vô địch Premier Division các mùa giải 1996–97, 2004–05
  - Vô địch Premier Division League Cup các mùa giải 1997, 2005
  - Vô địch Floodlit Cup các mùa giải 1998, 2006
- Herts Senior County League
  - Vô địch Premier Division mùa giải 1990–91
- Herts Charity Shield
  - Vô địch các mùa giải 2003, 2005, 2007
- Potters Bar Charity Cup
  - Vô địch các mùa giải 1996, 2004, 2005
- Aubrey Cup
  - Vô địch mùa giải 1991
- North London Combination
  - Vô địch Premier Division mùa giải 1967–68
- Isthmian League Division One North
  - Á quân mùa giải 2017-18

## Thống kê
- Thành tích tốt nhất tại FA Cup: Vòng loại thứ tư các mùa giải 2006–07, 2016–17, 2019–20[2]
- Thành tích tốt nhất tại FA Trophy: Vòng loại thứ hai các mùa giải 2011–12, 2017–18[2]
- Thành tích tốt nhất tại FA Vase: Vòng sáu mùa giải 1997–98[2]
- Kỷ lục khán giả đến sân: 2,011 người trong trận đấu với Barnet, vòng loại thứ tư FA Cup, 19 tháng 10 năm 2019[3]